# Glogovo
Glogovo (bulgariska: Глогово) är ett distrikt i Bulgarien.   Det ligger i kommunen Obsjtina Teteven och regionen Lovetj, i den centrala delen av landet, 80 km öster om huvudstaden Sofia.
I omgivningarna runt Glogovo växer i huvudsak lövfällande lövskog. Runt Glogovo är det ganska glesbefolkat, med 32 invånare per kvadratkilometer.